# Chlorocypha consueta
Chlorocypha consueta – gatunek ważki z rodziny Chlorocyphidae. Występuje w Afryce na południe od równika; stwierdzenia z Nigerii są wątpliwe, zaś stare stwierdzenia z Sudanu i Ghany błędne.
W Afryce Południowej imago lata od grudnia do maja. Długość ciała 30 mm. Długość tylnego skrzydła 23 mm.